# (72503) 2001 DT68
(72503) 2001 DT68 – planetoida z pasa głównego asteroid okrążająca Słońce w ciągu 3,62 lat w średniej odległości 2,36 j.a. Została odkryta 19 lutego 2001 roku w programie LINEAR.